# The Loyal 47 Ronin
The Loyal 47 Ronin (Los leales 47 Ronin) es una película de 1958 japonesa dirigida por Kunio Watanabe.

## Elenco
- Kazuo Hasegawa como Ōishi Kuranosuke (Ōishi Yoshio).
- Shintarō Katsu como Genzō Akagaki.
- Kōji Tsuruta como Kin'emon Okano.
- Raizō Ichikawa como Takuminokami Asano.
- Machiko Kyō como Orui.
- Fujiko Yamamoto como Yōsen'in.
- Michiyo Kogure como Ukihashi.
- Chikage Awashima como Riku Ōishi.
- Ayako Wakao como Osuzu.
- Yatarō Kurokawa como Denpachirō Okado.
- Eiji Funakoshi como Tsunanori Uesugi.
- Eitaro Ozawa como Hyōbu Chisaka.
- Takashi Shimura como Jūbei Ōtake.
- Ganjiro Nakamura como Gorobei Kakimi.
- Chieko Higashiyama
- Tamao Nakamura
- Michiko Ai como Karumo.
- Kazuko Wakamatsu como Osugi.
- Aiko Mimasu como Toda.
- Masao Shimizu como Dewanokami Yanagisawa.
- Jun Tazaki como Ikkaku Shimizu.
- Sonosuke Sawamura como Kazusanokami Sōda.
- Yoshiro Kitahara como Jūjirō Hazama.
- Kazuko Ichikawa como Chonmaru.
- Gen Shimizu como Chūzaemon Yoshida.
- Ichirō Amano como Mankichi.
- Shinobu Araki como Yahei Horibe.
- Teruyo Asagumo como Maki -
- Okuzan Asao como Jūnai Onodera.
- Ryūnosuke Azuma
- Saburō Bōya como Genkichi.
- Toshio Chiba como Heihachirō Yamaoka.
- Saburō Date como Jūheiji Sugino.
- Jun Fujikawa como Sonshirō Soeta.
- Daisuke Fujima como Densuke Kurahashi.
- Keiko Fujita como Momiji.
- Ryūji Fukui
- Yoichi Funaki como Yogorō Kanzaki.
- Yūshi Hamada
- Setsuko Hama como Yūnagi.
- Tatsuo Hanabu como Heiemon Mugi.
- Seishirō Hara como Heihachirō Kobayashi.
- Fujio Harumoto como Ukyōdayū Tamura.
- Akiko Hasegawa como Okū.
- Riko Hasegawa como Kōbai.
- Noriko Hodaka como Yūgiri.
- Yukio Horikita como Shinpachirō Yamayoshi.
- Kin'ya Ichikawa (Kinya Ichikawa)
- Sumao Ishihara
- Ryūichi Ishii como Tadashichi Takebayashi.
- Tadashi Iwata como Jirōzaemon Mimura.
- Ichirō Izawa como Isuke Maebara.
- Ryōsuke Kagawa como Gengoemon Kataoka.
- Kiyoshi Kasuga
- Kōichi Katsuragi como Sōemon Hara.
- Hiroshi Kawaguchi como Chikara Ōishi.
- Keizo Kawasaki como Shinzaemon Katsuta.
- Masayoshi Kikuno como Heidayū Waku.
- Reiko Kongō
- Keiko Koyanagi
- Kappei Matsumoto como Yosobei Kajikawa.
- Ryūzaburō Mitsuoka como Yoichiemon Sudō.
- Bontarō Miake
- Shōzō Nambu como Hikoemon Yasui.
- Jun Negami como Sagaminokami Tsuchiya.
- Tokio Oki
- Teruko Ōmi como Oume.
- Eigoro Onoe como Yaichirō Niimi.
- Mitsusaburō Ramon como Riemon Torii.
- Ichirō Ryūzaki como Izaemon Shioyama.
- Shintarō Saijō como Sakyōnosuke Date.
- Yū Sakurai
- Yasuhiko Shima como Kyūnoshin Aoki.
- Ryūji Shinagawa como Gengo Ōtaka.
- Kinzō Shin como Kurobei Ōno.
- Kenji Sugawara como Awajinokami Wakisaka.
- Shōsaku Sugiyama como Kazuemon Fuwa.
- Kimiko Tachibana como Oyae.
- Ichirō Takakura como Matanojō Shiota.
- Hideo Takamatsu como Yajirō Sekine.
- Hisako Takihana como Emoshichi's mother.
- Osamu Takizawa como Kōzukenosuke Kira.
- Kazue Tamaoki como Kanroku Chikamatsu.
- Yūsaku Terajima como Tachū Matsubara.
- Kan Ueda
- Shōji Umewaka como Emoshichi Yatō.
- Yōko Uraji como Yae.
- Mantarō Ushio como Kinta.
- Yōko Wakasugi como Oguruma.
- Fumihiko Yokoyama como Kichiemon Terasaki.